# Fútbol Total (programa de televisión)
Fútbol Total (FT) es un programa de televisión deportivo sobre la actualidad del fútbol europeo y de las selecciones de fútbol sudamericanas, conducido por Juan José Buscalia y emitido de lunes a viernes a la tarde por DSports, la señal de deportes de DirecTV.
El programa ha tenido ediciones especiales desde Brasil (Copa América 2019), Chile (Copa América 2015), Rusia (Mundial 2018), Venezuela y Estados Unidos (Copa América Centenario 2016).

## Panelistas y presentador

### Presentadores
- Juan José Buscalia

### Panelistas actuales
- Claudio Husaín
- Juan Furlanich
- Leandro Zapponi
- Barbara Fritzler
- Federico Rojas
- Milena Gimón
- Sebastián Decker
- Tito Pucetti
- Rodrigo Morales
- Daniel Navas

### Corresponsales
- Nacho Peña (desde España)
- Samuel Vargas (desde Colombia)

### Corresponsales especiales
- Daniel Kanashiro
- Federico Buysán
- Federico Rodas
- Fernando Carlos
- Martín Charquero
- Pablo Sager

### Panelistas anteriores
- Pedro Bozo
- Pablo Giralt
- Alejandro Uriona
- Borja de Matías
- Camilo Castellanos
- Eduardo Andino
- Emiliano Pinsón
- Fernando Petrocelli
- Franco Nahuel Tapia
- Herman Chanampa
- Hernán Feler
- Humberto Grondona
- Juan Pablo Varsky
- Gustavo Cherquis
- Luis Carlos Gómez
- Sebastián Rozental
- Fabián Godoy
- Bruno Vain (desde Estados Unidos)
- Carlos Suárez (desde Estados Unidos)
- Francisco Blavia (desde Estados Unidos)
- Adrián Magnoli (desde Colombia)
- Luis Fernando Restrepo (desde Inglaterra)
- Álex Candal (desde España)
- Héctor Gallo
- Manuel Olivari
- Daniel Cascioli

## Coberturas especiales
Eventos especiales
- Mundial Total 2010 (desde Sudáfrica)
- Copa América 2011 (desde Argentina)
- Copa Confederaciones 2013 (desde Brasil)
- Mundial Total 2014 (desde Brasil)
- Copa América 2015 (desde Chile)
- Copa América Centenario 2016 (desde Estados Unidos)
- Río Total 2016 (desde Brasil)
- Copa Confederaciones 2017 (desde Rusia)
- Mundial Total 2018 (desde Rusia)
- Copa América 2019 (desde Brasil)
- Copa América 2021 (desde Brasil)
- Mundial Total 2022

Programas especiales
- En vivo desde Caracas (2015)
- En vivo desde Bogotá (2016)
- En vivo desde Quito (Eliminatorias Rusia 2018)
- En vivo desde Lima (Repechaje Rusia 2018)
- En vivo desde Miami (2018)